# Tovuz (raion)
Tovuz est un raion d'Azerbaïdjan. Le centre administratif du raion est la ville du même nom, Tovuz.

## Géographie
Le raion se situe entre les raions de Şəmkir et d'Aghstafa. Le relief est particulièrement montagneux, surtout au sud, traversé par le Petit Caucase.
La région a des sous-sols riches en pierres et métaux précieux et contient notamment des réserves d'or.
Lors du recensement de 2009, la population est de 157 400 habitants, repartis en 113 localités.

## Villages
Il y a environ 20 villages principaux dans le district. Il s’agit de Quşçu, Öysüzlü, Eyyublu, Alakol, Yuxarı Öysüzlü, Abulbəyli, Düz Qırıqlı, Düz Cırdaxan, Yanıqlı, Qəribli, Azaflı, Bozalqanlı, Dönük Qırıqlı, İbrahimhacılı etc. La colonie de Qovlar est une zone plus peuplée parmi eux.

## Économie
L'économie locale est dominée par l'agriculture extensive. On retrouve diverses productions comme du vin, des fruits, des légumes ou encore des élevages, que l'on retrouve dans quasiment toutes les fermes. L'industrie est concentrée dans les villes importantes, comme Tovuz, mais elle demeure assez limitée.